# فاديا عزام
فاديا عزام (25 يناير 1979 -)، ممثلة سورية.
وهي وراقصة بفرقة رماد سابقاً للرقص التعبيري والإيمائي، حاصلة على ليسانس آداب فرنسي.
- دخلت عالم الفن والتمثيل منذ عام 2003.
- شاركت في بطولة عدد من المسلسلات أشهرها؛ ندى الأيام، الاجتياح، الهاربة، صدق وعده، فنجان الدم، عابد كرمان.
- كما أدت الممثلة صوت سمر في العشق الممنوع وفاطمة في مسلسل فاطمة غول وياسمين في مسلسل ياسمين وقد لاقى صوتها نجاحا كبيرا في الوطن العربي واكتسبت من خلاله شهرتها

## في التلفزيون
- ندى الأيام (2006)
- الاجتياح (2007) بدور "سلمى"
- الهاربة (2007) بدور "صديقة سارة"
- صدق وعده (2009) بدور "سارة"
- فنجان الدم (2009) بدور "زليخة"
- عابد كرمان (2011) بدور "ليلى ابنة إسحاق رينا"
- فرصة ثانية (2014)
- تحالف الصبار (2014)
- دنيا 2 (2015) بدور "ميادة"
- خاتون (2016)
- طوق البنات 4 (2017)

## روابط خارجية
- فاديا عزام على موقع قاعدة بيانات الأفلام العربية